# Astrospartus
Astrospartus is een geslacht van slangsterren uit de familie Gorgonocephalidae.

## Soorten
- Astrospartus mediterraneus (Risso, 1826)